# Prealpi Gardesane Sud-occidentali
Le Prealpi Gardesane Sud-occidentali (dette anche Catena Tremalzo-Caplone-Tombea) sono un gruppo montuoso delle Prealpi Bresciane e Gardesane. Si trovano in Lombardia (Provincia di Brescia) e, marginalmente, in Trentino.
Prendono il nome dal fatto di trovarsi ad occidente del Lago di Garda; vengono denominate sud-occidentali per distinguerle dalle Prealpi Giudicarie che sono dette anche Prealpi Gardesane Nord-occidentali. In alternativa prendono il nome dalle tre montagne più significative: il Monte Tremalzo, il Monte Caplone ed il Monte Tombea.

## Classificazione
Le Prealpi Gardesane Sud-occidentali secondo la SOIUSA sono un supergruppo alpino delle Prealpi Gardesane ed hanno come codice della SOIUSA il seguente: II/C-30.II-B.

## Delimitazioni
Ruotando in senso orario i limiti geografici delle Prealpi Gardesane Sud-occidentali sono i seguenti: Sella d'Ampola, Valle di Ledro, Lago di Garda, Salò, fiume Chiese, Val d'Ampola, Sella d'Ampola.

## Suddivisione
Le Prealpi Gardesane Sud-occidentali secondo la SOIUSA sono suddivise in tre gruppi e due sottogruppi:
- Gruppo del Tremalzo (3)
- Gruppo del Cablone (4)
- Gruppo Tombea-Manos (5)
  - Sottogruppo della Cima Tombea (5.a)
  - Sottogruppo del Manos (5.b)

## Montagne

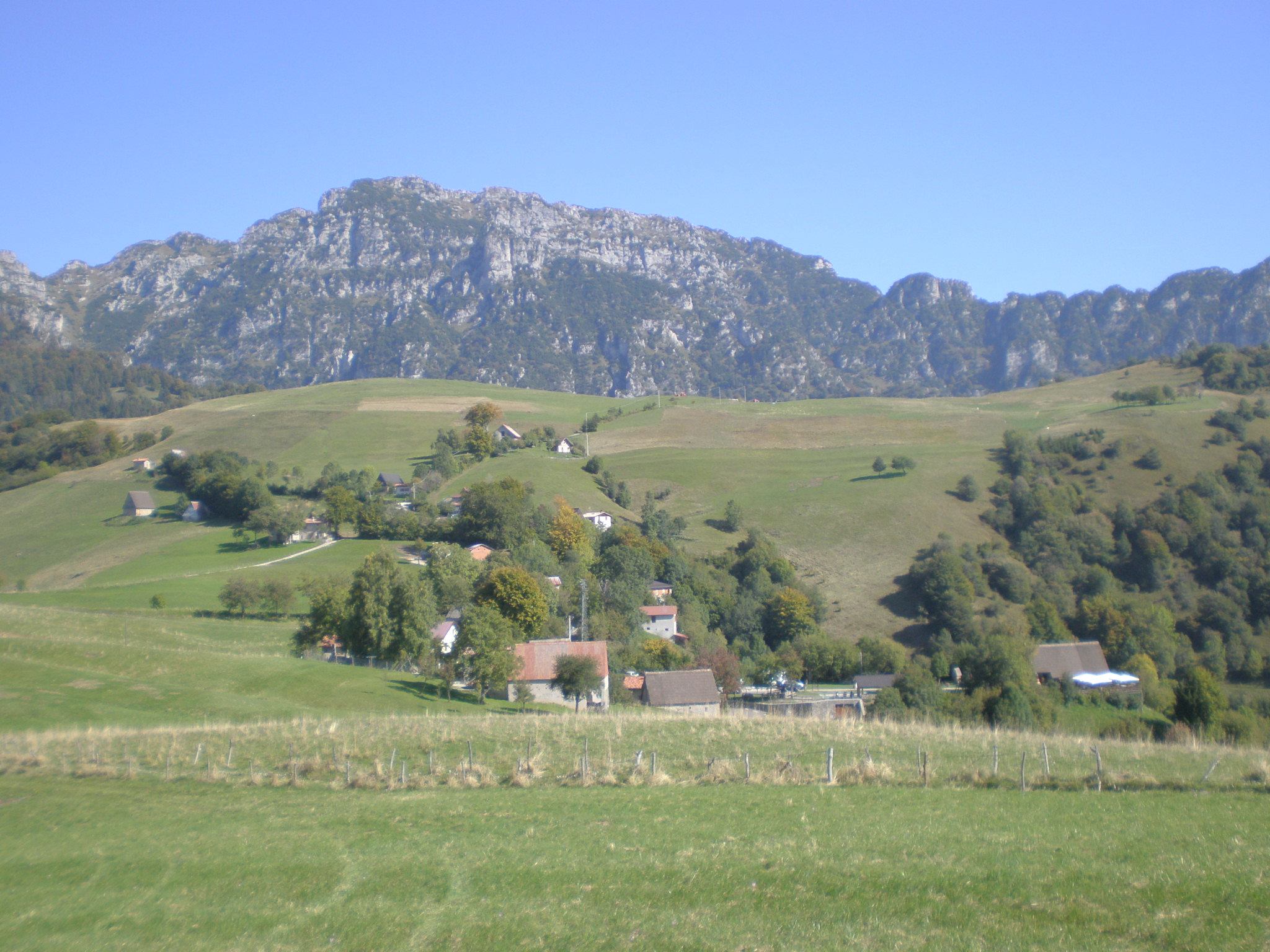
Il Monte Caplone.

Le montagne principali sono:
- Monte Caplone - 1.977 m
- Monte Tombea - 1.976 m
- Monte Tremalzo - 1.975 m
- Cima Spessa - 1.820 m
- Monte Cingla - 1.669 m
- Monte Pizzocolo - 1.582 m
- Monte Manos - 1.517 m
- Monte Spino - 1.513 m
- Monte Carzen - 1.508 m
- Monte Stino - 1.466 m
- Monte Denervo - 1.463 m
- Cima Gusaur - 1.420 m
- Monte Vesta - 1.400 m
- Monte Pallotto - 1.367 m
- Cima Manga - 1.313 m
- Monte Denai - 1.294 m
- Monte Comer - 1.280 m
- Rocca Pagana - 1.261 m
- Cima Rest - 1.257 m
- Monte Camiolo - 1.235 m
- Monte Pinel - 1.067 m
- Monte Tavagnone - 1.010 m